# Karol Ząbik

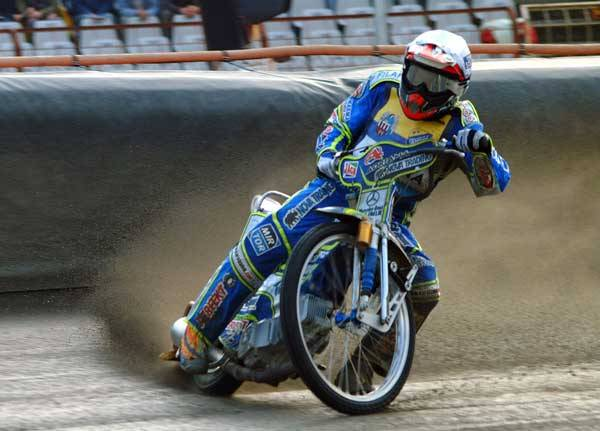
Ząbik w 2006 roku podczas meczu derbowego z Polonią Bydgoszcz

Karol Paweł Ząbik (ur. 25 października 1986 w Toruniu) – polski żużlowiec i trener sportu żużlowego.

## Życiorys

### Życie prywatne
Syn Jana Ząbika, również żużlowca.

### Kariera sportowa
Debiut w Ekstralidze zaliczył 13 kwietnia 2003 podczas derbów Pomorza z Polonią Bydgoszcz. Wystąpił w jednym biegu i zdobył jeden punkt (przed Grzegorzem Czechowskim, który zaliczył upadek).
25 lipca, podczas IMP 2009 był jednym z dwóch uczestników groźnie wyglądającej kraksy. Pierwsze badania nie wykazały jednak żadnych złamań, podejrzewany był uraz głowy.
W 2015 postanowił zakończyć sportową karierę.

## Kluby
- Liga polska:
  - 2002-2015: Toruń
  - 2009 - Ostrów Wielkopolski (wypożyczenie)
  - 2010 - Gdańsk (wypożyczenie)

## Starty w Grand Prix
| Klasyfikacja końcowa: | Klasyfikacja końcowa: |      | -    | numer stały (18) | numer stały (18) |
| Lp.                   | Grand Prix            | Msc. | Pkt. | Biegi            | Nr start         |
| 8 /9                  | GP Polski             | 18   | ns   |                  | 18               |

| Klasyfikacja końcowa: | Klasyfikacja końcowa: |      | -    | numer stały (18) | numer stały (18) |
| Lp.                   | Grand Prix            | Msc. | Pkt. | Biegi            | Nr start         |
| 10 /10                | GP Polski             | 18   | ns   |                  | 18               |

| Klasyfikacja końcowa: | Klasyfikacja końcowa: |      |      | numer stały (17) | numer stały (17) |
| Lp.                   | Grand Prix            | Msc. | Pkt. | Biegi            | Nr start         |
| 9 /11                 | GP Polski             |      |      |                  |                  |

|  | stały uczestnik cyklu                                           |
|  | dzika karta, rezerwa toru lub rezerwowy                         |
|  | zawodnik niesklasyfikowany (rezerwa toru bez startu w zawodach) |

## Osiągnięcia
- Indywidualne Mistrzostwa Świata Juniorów:
  - 2006 - 1. miejsce
  - 2007 - 5. miejsce
- Indywidualne Mistrzostwa Europy Juniorów (do lat 19.):
  - 2004 - 2. miejsce
  - 2005 - 1. miejsce
- Indywidualne Mistrzostwa Polski:
  - 2009 - 16. miejsce
- Młodzieżowe Indywidualne Mistrzostwa Polski:
  - 2003 - 14. miejsce
  - 2004 - ns
  - 2005 - 3. miejsce
  - 2006 - 1. miejsce
  - 2007 - 2. miejsce
- Mistrzostwa Polski Par Klubowych:
  - 2005 - 5. miejsce
- Młodzieżowe Mistrzostwa Polski Par Klubowych:
  - 2004 - 3. miejsce
  - 2005 - 4. miejsce
  - 2007 - 1. miejsce
- Drużynowe Mistrzostwa Polski:
  - 2003 - 2. miejsce
  - 2004 - 4. miejsce
  - 2005 - 4. miejsce
  - 2006 - 7. miejsce
  - 2007 - 2. miejsce
  - 2008 - 1. miejsce
- Młodzieżowe Drużynowe Mistrzostwa Polski:
  - 2004 - 1. miejsce
  - 2005 - 1. miejsce
- Brązowy Kask:
  - 2003 - ns
  - 2004 - 18. miejsce
- Srebrny Kask:
  - 2004 - 7. miejsce
  - 2006 - 1. miejsce
- Złoty Kask
  - 2007 - 13. miejsce

| Sezon | Miejsce   | Msc | Pkt | Biegi       |        |
| ----- | --------- | --- | --- | ----------- | ------ |
| 2005  | Pardubice | 1   | 3   | (2,0,1)     | Polska |
| 2006  | Rybnik    | 1   | 13  | (2,3,3,2,3) | Polska |

## Inne ważniejsze turnieje
- Turniej o Koronę Bolesława Chrobrego – Pierwszego Króla Polski w Gnieźnie
  - 2008 - 7. miejsce - 8 pkt → wyniki